# Klaus Walz
Klaus Walz (* 1942 in Ettlingen; † 1992 in München, nach anderer Quelle in Monaco) war ein deutscher Automobilrennfahrer, der von 1976 bis 1980 Sportwagenrennen bestritt. Versuche, sich im Formelsport zu etablieren, blieben erfolglos. Walz wurde in den Medien mit mehreren Tötungsdelikten und anderen Schwerverbrechen in Verbindung gebracht, die sich nach dem Ende seiner Rennfahrerkarriere ereignet haben.

## Persönliches
Über die Lebensumstände von Klaus Walz ist kaum etwas bekannt. Einer Quelle zufolge hat er vor oder nach seiner Motorsportkarriere eine Zeitlang als Lehrer gearbeitet, nach einer anderen Quelle war er in den späten 1970er-Jahren Autohändler in Karlsruhe.

## Motorsportkarriere
Klaus Walz’ Rennsportkarriere war eng mit dem in Bruchsal ansässigen Team TOJ von Jörg Obermoser verbunden. Der Rennfahrer Obermoser war in den frühen 1970er-Jahren der deutsche Repräsentant des britischen Rennwagenherstellers Group Racing Developments (GRD) gewesen und verkaufte nach dessen Insolvenz leicht abgewandelte Wagen des GRD-Nachfolgers Modus unter dem Markennamen TOJ (Team Obermoser Jörg). Zudem betrieb er einen eigenen Rennstall, mit dem er selbst erfolgreich an Wettbewerben teilnahm. Nachdem Obermoser die Rennwagenproduktion 1977 an Wilfried Matter verkauft hatte, konzentrierte er sich auf die Leitung seines Motorsportteams und auf seine Renneinsätze.
Klaus Walz fuhr bis 1979 regelmäßig bei Sportwagenrennen für Obermosers Team und setzte dort auch vielfach dessen Autos ein. Bei seinen wenigen Formel-Rennen ließ Walz die Autos ebenfalls von Mechanikern des TOJ-Teams vorbereiten.

### Sportwagen
1976 debütierte Walz im internationalen Motorsport. In diesem Jahr ist nur eine Rennteilnahme belegt. Walz ging im Mai 1976 bei einem Sportwagenrennen in Monza an den Start; sein Ergebnis ist allerdings nicht dokumentiert. Zum Preis der Nationen 1976 auf dem Hockenheimring, einem Lauf der Interserie, war er für Jörg Obermosers Team Warsteiner mit einem TOJ SC2 gemeldet. Letztlich startete er aber aus unbekannten Gründen nicht. Einen Monat später verpasste Walz die Qualifikation zum Salzburger Festspielpreis.
1977 gab es für Walz nur zwei Rennteilnahmen mit einem TOJ, von denen eine mit einer Zielankunft endete. Er fuhr beim Preis der Stadt Stuttgart auf dem Hockenheimring, einem Rennen ohne Meisterschaftsstatus, an dem nur sechs Fahrer teilnahmen, auf den zweiten Platz. Beim 500-km-Rennen von Le Castellet, dem sechsten Lauf der Sportwagen-Weltmeisterschaft 1977, fiel er nach einem technischen Defekt seines Ford-Motors nach einem Drittel der Renndistanz aus.
1978 war für Walz das erfolgreichste Jahr im Motorsport. Er nahm mit einem TOJ SC206 an fünf von sechs Läufen der Interserie 1978 teil. Das Rennen im luxemburgischen Colmar-Berg beendete er auf Platz drei, auf dem Fliegerhorst Wunstorf gewann er die Wertung der 2,0-Liter-Klasse und wurde Gesamtzweiter. Danach kamen ein fünfter Platz auf dem Nürburgring und ein elfter in Kassel. Beim fünften Lauf der Interserie in Ulm fiel Walz nach einem Getriebeschaden aus, wurde aber noch als 14. gewertet. Ein meisterschaftsloses Rennen auf dem Hockenheimring, an dem nur sechs Fahrer teilnahmen, beendete Walz als Dritter, und bei einem Rennen in Salzburg, das zur Sportwagen-Europameisterschaft zählte, wurde Walz Siebter und Letzter.
Im Frühjahr 1979 versuchte Walz zunächst, sich im Formelsport zu etablieren. Nachdem diese Bemühungen gescheitert waren, fuhr er im Sommer 1979 noch ein Rennen der Interserie. Ob dieser Einsatz wieder zusammen mit Jörg Obermosers TOJ-Team durchgeführt wurde, ist unklar. Die Meldung zum Rennen auf dem Nürburgring im Juli 1979 lautete jedenfalls auf das Team Motor Racing Service. Walz fuhr in diesem Jahr kein TOJ-Auto mehr, sondern einen britischen March. Eine nähere Spezifizierung des Autos geben die Quellen nicht her. Auf dem Nürburgring wurde Walz als Zehnter gewertet. Zu den folgenden Rennen in Most und in Ulm gab es weitere Meldungen; Walz trat dort aber jeweils nicht an. Sein letztes Rennen in diesem Jahr war das meisterschaftsfreie 6-Stunden-Rennen von Vallelunga, bei dem er zusammen mit den Franzosen Daniel Brillat und Hubert Striebig gemeldet war. Brillat meldete für die drei Piloten einen Cheetah G601, während Striebig für das gleiche Trio einen TOJ SC206 meldete. Während der TOJ nach 51 Runden nach einem Elektrikschaden ausfiel, kam das Trio Brillat/Striebig/Walz mit dem Cheetah auf Platz 13 ins Ziel.
Im Mai 1980 fuhr Walz sein letztes Sportwagenrennen. Zusammen mit Norbert Przybilla fuhr er beim 1000-km-Rennen auf dem Nürburgring 1980 einen TOJ SC302. Das Rennen zählte zur Sportwagen-Weltmeisterschaft 1980; die ersten sieben Runden wurden außerdem als Lauf zur Interserie 1980 gewertet. In der Interserienwertung belegten Walz und Pzybilla Rang acht. In der elften Runde fielen sie aus, sodass sie für die Sportwagen-Weltmeisterschaft ohne Resultat blieben.

## Formelsport
1978 und 1979 versuchte Walz erfolglos, im Formelsport Fuß zu fassen. Die Einsätze organisierte wiederum Jörg Obermosers Team TOJ. Allerdings fuhr Walz hier keine TOJ-Rennwagen, obwohl Obermoser 1976 und 1977 etwa ein halbes Dutzend Formel-2-Fahrzeuge aufgebaut hatte. Walz übernahm stattdessen einen aktuellen Formel-2-Rennwagen des britischen Herstellers March (Typ 782), den er sowohl in der Formel-2-Europameisterschaft als auch in der Aurora-AFX-Formel-1-Serie an den Start brachte.

### Formel-2-Europameisterschaft

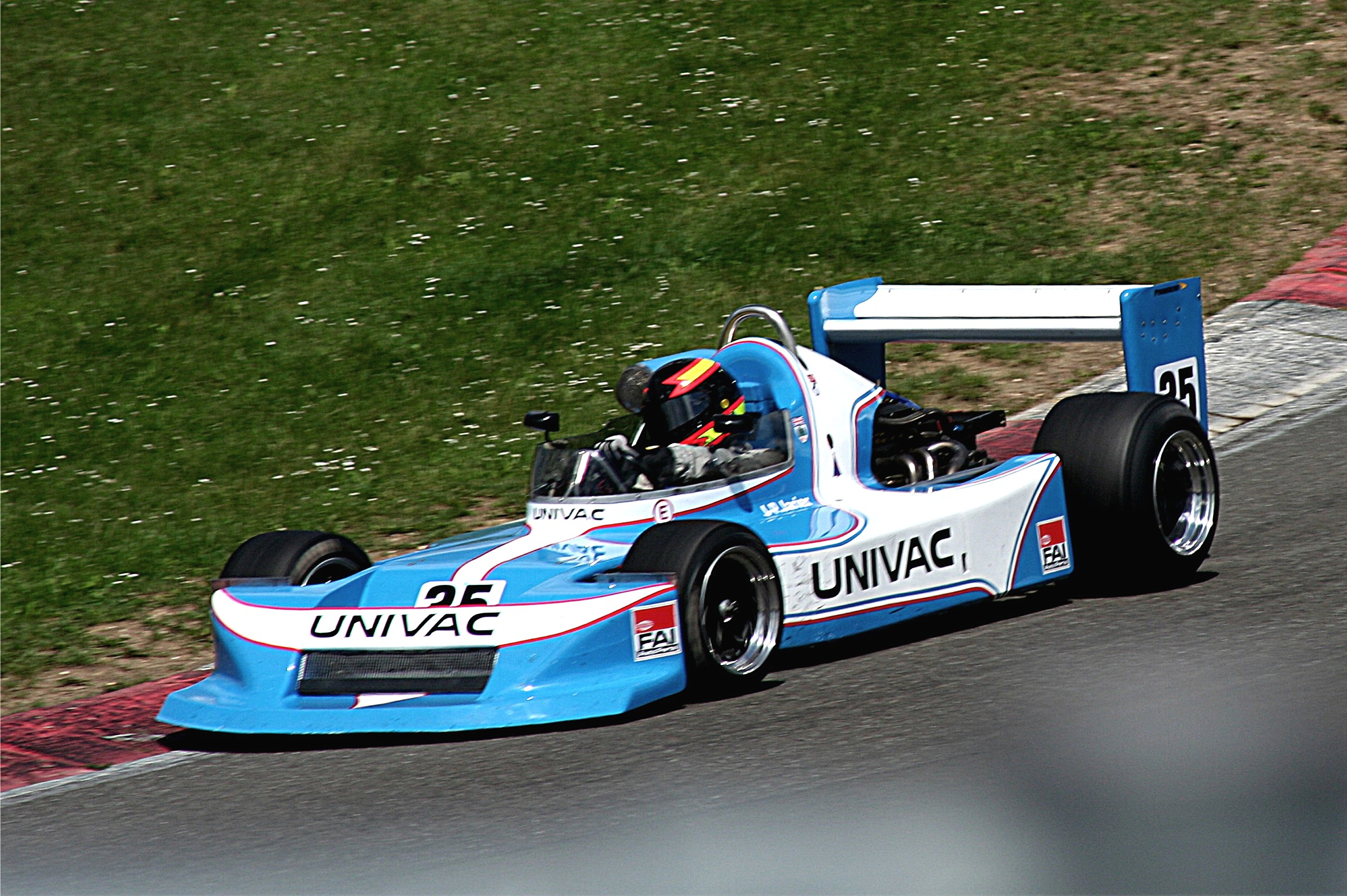
March 782

Sein Formel-2-Engagement beschränkte Walz auf zwei Veranstaltungen, die auf dem Hockenheimring stattfanden. Im September 1978 meldete er seinen March zum Preis von Baden-Württemberg und Hessen, dem 12. Lauf der Formel-2-Europameisterschaft 1978. Hier verpasste er die Qualifikation. Im April 1979 kam es anlässlich der Deutschland-Trophäe zu einer weiteren Meldung auf dem Hockenheimring. Sein Team hieß nun Walz TOJ Racing. Auch hier ergab sich keine Rennteilnahme. Walz war der einzige Fahrer, der sich nicht für das Rennen qualifizieren konnte.

### Aurora-AFX-Formel-1-Serie
Nach seinem Scheitern bei der Deutschland-Trophäe nahm Walz von einem weiteren Formel-2-Engagement Abstand. Stattdessen meldete er seinen March im Frühjahr 1979 zu zwei Läufen der Aurora-AFX-Formel-1-Serie 1979, die auch als Britische Formel-1-Meisterschaft bezeichnet wurde. Das technische Reglement dieser Serie entsprach dem der Formel-1-Weltmeisterschaft; die eingesetzten Autos waren allerdings überwiegend ältere Fahrzeuge, und bei den Fahrern handelte es sich zumeist um Nachwuchspiloten. Walz ging auch hier mit seinem March 782 an den Start, der einen BMW-Motor hatte und im Vergleich zu vielen Konkurrenzfahrzeugen untermotorisiert war. Beim Auftaktrennen im belgischen Zolder startete Walz als 17. und kam auf Platz acht ins Ziel. Das zweite Saisonrennen im britischen Oulton Park beendete Walz außerhalb der Wertung. Danach gab es keine Meldungen in der Aurora-Serie mehr.

## Abgleiten in die Illegalität, mutmaßliche Kapitalverbrechen und Tod
Der Name Klaus Walz erschien 1992 wieder in den internationalen Medien, diesmal im Zusammenhang mit mehreren Tötungsdelikten und anderen schweren Verbrechen. Motorsport-Fachpublikationen gehen üblicherweise davon aus, dass dieser mutmaßliche Straftäter Klaus Walz mit dem früheren Rennfahrer Klaus Walz identisch ist; vereinzelt wird das allerdings auch angezweifelt.
Einigen Quellen zufolge war der seit Mitte der 1980er-Jahre von der Polizei gesuchte Klaus Walz der Kopf einer international agierenden Bande von Autoschiebern, die gestohlene Luxusfahrzeuge und Exoten umfrisierte und an weltweite Abnehmer lieferte. Walz lebte zu dieser Zeit in Südfrankreich; die Zentrale der Bande lag aber in einer Werkstatt im norditalienischen Desio. 1989 soll Walz in Italien einen Automechaniker getötet haben; darüber hinaus schrieb die Polizei ihm drei weitere Tötungsdelikte in Italien, Portugal und der Schweiz zu.
Anfang 1992 gründete Walz unter dem Aliasnamen Rainer Walldorf das Investmentunternehmen Comstock Development, das in Cannes ansässig war und mit seinem Namen auf die US-amerikanische Silbermine Comstock Lode anspielte. Im August 1992 stieg Walz als Rainer Walldorf mit Comstock über den Rennstall Larrousse in die Formel 1 ein. Comstock übernahm dabei die Anteile, die zuvor der französische Automobilhersteller Venturi an dem Team gehalten hatte. Einer Quelle zufolge brachte die öffentliche Präsentation des Comstock-Engagements die Polizei auf die Spur des seit längerem gesuchten Walz. Ende September 1992 wurde Walz von der französischen Polizei festgenommen, konnte sich aber befreien und nahm vorübergehend einen französischen Polizisten als Geisel.  Nach dessen Freilassung floh er zusammen mit seinem Neffen, der sein langjähriger Komplize gewesen war, nach Italien. Ende 1992 wurde Walz von der Münchener Polizei bei einem Festnahmeversuch erschossen. Abweichend davon behauptet eine andere Quelle, Walz sei am 26. Oktober 1992 in Monaco durch Selbsttötung gestorben.
Der Skandal um Klaus Walz beschädigte den Ruf des Formel-1-Teams Larrousse erheblich. Walz war nach Didier Calmels, der 1989 seine Ehefrau erschossen hatte, bereits der zweite Teilhaber, der das Team in Verbindung mit Tötungsdelikten brachte. In der britischen Presse erhielt der Rennstall 1992 unter anderem den Spottnamen Murder Racing Inc. Klaus Walz und Larrousse werden auch noch nach Jahrzehnten immer wieder als Beispiel für kriminelle Verstrickungen innerhalb der Formel 1 herangezogen.

## Statistik

### Einzelergebnisse in der Sportwagen-Weltmeisterschaft
| Saison | Team           | Rennwagen    | 1   | 2   | 3   | 4   | 5   | 6   | 7   | 8   | 9   | 10  | 11  | 12  | 13  | 14  | 15  | 16  | 17  |
| ------ | -------------- | ------------ | --- | --- | --- | --- | --- | --- | --- | --- | --- | --- | --- | --- | --- | --- | --- | --- | --- |
| 1977   | Jörg Obermoser | TOJ SC302    | DAY | MUG | DIJ | MON | SIL | NÜR | VAL | PER | WAT | EST | LEC | MOS | IMO | SAL | BRH | HOK | VAL |
| 1977   | Jörg Obermoser | TOJ SC302    |     |     |     |     |     |     |     | DNF |     |     |     |     |     |     |     |     |     |
| 1979   | Daniel Brillat | Cheetah G601 | DAY | SEB | MUG | TAL | DIJ | RIV | SIL | NÜR | LEM | PER | DAY | WAT | SPA | BRH | ROA | VAL | ELS |
| 1979   | Daniel Brillat | Cheetah G601 |     |     |     |     |     |     |     |     |     |     |     |     | 13  |     |     |     |     |
| 1980   | Jörg Obermoser | TOJ SC302    | DAY | BRH | SEB | MUG | MON | RIV | SIL | NÜR | LEM | DAY | WAT | SPA | MOS | ROA | VAL | DIJ |     |
| 1980   | Jörg Obermoser | TOJ SC302    |     |     |     |     | DNF |     |     |     |     |     |     |     |     |     |     |     |     |